# آين راند
أليس أوكونور (2 فبراير 1905 - 6 مارس 1982) (المولودة باسم أَلِيسَا زِنُوڤْيِڤْنَا رُزِنْبَاوُمْ؛ 2 فبراير [20 يناير وفقًا للتقويم اليولياني] 1905- 6 مارس 1982)، اشتهرت باسمها الأدبي آين راند، هي كاتبة وفيلسوفة أمريكية من أصل روسي. اشتهرت بأعمالها الأدبية وبتطويرها لنظام فلسفي أطلقت عليه اسم الموضوعية. ولدت في روسيا وتلقت تعليمها هناك ثم انتقلت إلى الولايات المتحدة في عام 1926. ألفت روايتين ولكنهما لم تحققا النجاح في البداية بإلإضافة إلى مسرحيتين على مسارح برودواي، ولكنها نالت شهرة واسعة عن روايتها التي نشرتها في عام 1943 بعنوان «المنبع». في عام 1957، نشرت راند عملها الأكثر مبيعًا، وهو رواية «حينما هز أطلس كتفيه». بعد ذلك، وحتى وفاتها في عام 1982، تحولت إلى كاتبة أعمال غير روائية لنشر فلسفتها، ونشرت مجلاتها الشهرية وأصدرت عدة مجموعات من المقالات الأدبية.
دعت راند إلى توظيف العقل باعتباره الوسيلة الوحيدة لاكتساب المعرفة ورفضت الإيمان والتدين. فضلًا عن ذلك، أيدت الأنانية العقلانية والأخلاقية بدلًا من الإيثار. في السياسة، انتقدت بشدة اللجوء إلى القوة باعتبارها أمرًا غير أخلاقي ورفضت التجمعية وسيطرة الدولة والأناركية. بدلَا من ذلك، دعمت الرأسمالية الحرة، التي عرفتها بأنها النظام القائم على الاعتراف بحقوق الفرد، بما في ذلك حقوق الملكية الخاصة. على الرغم من رفضها للحركة الليبرتارية، التي اعتبرتها أناركية، غالبًا ما اشتهرت بارتباطها بالحركة الليبرالية الحديثة في الولايات المتحدة. في المجال الفني، أيدت راند الواقعية الرومانسية. كانت حادة الانتقاد لمعظم الفلاسفة والتقاليد الفلسفية المعروفة لديها، باستثناء أرسطو وتوما الأكويني والليبراليين الكلاسيكيين.
تجاوزت مبيعات الكتب التي ألفتها راند نحو 37 مليون نسخة. حظيت أعمالها الأدبية بالعديد من تقييمات النقاد الأدبيين والمراجعات المتباينة، مع تصاعد التقييمات السلبية لأعمالها اللاحقة. على الرغم من ازدياد الاهتمام الأكاديمي بأفكارها منذ وفاتها، تجاهل الفلاسفة الأكاديميون فلسفتها أو رفضوها عمومًا، معتبرين أن نجاحها مشكوك به وأن أعمالها تفتقر إلى الدقة المنهجية. تأثرت كتاباتها سياسيًا ببعض الليبرتاريين اليمينيين والمحافظين. نشرت أفكارها في الحركة الموضوعية، سواء للجمهور عمومًا أو في الأوساط الأكاديمية.

## حياتها

### نشأتها
ولدت راند باسم إليزا زينوفييفنا روزنباوم في 2 فبراير 1905، في عائلة روسية يهودية من الطبقة البرجوازية في سانت بطرسبرغ. هي الابنة الكبرى للصيدلي زينوفي زاخاروفيتش روزنباوم، وآنا بوريسوفنا (كابلان عند الولادة). عندما بلغت من العمر 12 سنة، اندلعت الثورة الروسية في أكتوبر وصعد البلاشفة بقيادة فلاديمير لينين إلى الحكم وعانت العائلة كانت تعيش في رفاهية من تقلبات في وتدهور في مستوى المعيشة. أٌخِذت صيدلية والدها بالقوة لتصبح تابعة إلى الدولة، وفرّت العائلة إلى مدينة يفباتوريا في القرم، التي كانت في البداية خاضعة لسيطرة الجيش الأبيض أثناء الحرب الأهلية الروسية. بعد تخرجها من المدرسة الثانوية هناك في يونيو 1921، عادت مع عائلتها إلى بيتروغراد (التي سُميت آنذاك بسانت بطرسبرغ)، حيث واجهوا ظروفًا يائسة وكانوا على وشك الموت جوعًا في بعض الأحيان.
عندما فتحت الجامعات الروسية أبوابها أمام النساء بعد الثورة، كانت راند من بين أوائل الملتحقين بجامعة سانت بطرسبرغ الحكومية. في سن السادسة عشرة، بدأت دراستها في قسم التربية الاجتماعية حيث تخصصت في التاريخ. مثل العديد من الطلاب البرجوازيين الآخرين، طُردت من الجامعة قبل التخرج، ولكن بعد أن رفع مجموعة من العلماء الأجانب الزائرين شكاوى بخصوص ذلك، سُمح للعديد من الطلاب الذين جرى طردهم بالعودة إلى الجامعة. كانت راند من بين هؤلاء الطلاب الذين سُمح لهم بالعودة، وأكملت دراستها في جامعة لينينغراد المعروفة بعد ذلك في أكتوبر 1924. ثم درست لمدة عام في المعهد الحكومي للفنون السينمائية في لينينغراد. في بحث دراسي، كتبت راند مقالًا عن الممثلة البولندية بولا نيغري، وكان هذا أول عمل منشور لها. في هذا الوقت، قررت أن يصبح «راند» اسمها المهني في مؤلفاتها، واعتمدت الاسم الأول «آين».
في أواخر عام 1925، مُنحت راند تأشيرة لزيارة أقاربها في شيكاغو. غادرت في 17 يناير 1926، ووصلت إلى نيويورك في 19 فبراير 1926. رغبت بالبقاء في الولايات المتحدة لتصبح كاتبة سيناريو، وعاشت لبضعة أشهر مع أقاربها لتعلم اللغة الإنجليزية قبل أن تنتقل إلى هوليوود، كاليفورنيا.
في هوليوود، أدى لقاء بالصدفة مع المخرج الشهير سيسيل بي. ديميل إلى عملها ممثلة ضمن فريق مساعد في فيلمه «ذا كنغ أوف كنغز» وبعد ذلك حصلت على وظيفة كاتبة سيناريو بخبرة مبتدئة. أثناء العمل في «ذا كنغ أوف كنغز»، التقت بالممثل الشاب الطموح فرانك أوكونور وتزوجا في 15 أبريل 1929. أصبحت راند مقيمة دائمة في الولايات المتحدة في يوليو 1929 ومواطنة أمريكية في 3 مارس 1931. حاولت جلب والديها وشقيقاتها إلى الولايات المتحدة عدة مرات، ولكنهم لم يتمكنوا من الحصول على إذن للهجرة.

### أول رواياتها
حققت راند أول نجاح أدبي لها عندما باعت سيناريو فيلمها «ريد باون» (بيدق أحمر) إلى استوديو يونيفيرسال في عام 1932، على الرغم من أنه لم يُنتج أبدًا. عُرضت دراما قاعة المحكمة الخاصة بها «ليلة 16 يناير»، لأول مرة في هوليوود في عام 1934، وأعيد افتتاحها بنجاح على مسرح برودواي في عام 1935. في كل ليلة، اختيرت مجموعة من هيئة محلفين من أعضاء الجمهور؛ وبناءً على تصويتها، ستُعرض واحدة من النهاياتين المختلفتين. انتقلت راند وزوجها أوكونور إلى مدينة نيويورك في ديسمبر 1934 لتتمكن من العمل على تعديلات الإنتاج في برودواي.
صدرت روايتها الأولى، والتي كانت شبه سيرتها الذاتية، بعنوان «نحن الأحياء» في عام 1936. دارت أحداث الرواية في روسيا السوفيتية، وركزت على الصراع بين الفرد والدولة. لم تكن المبيعات الأولية مبشرة، فتوقفت دور النشر الأمريكية عن طباعة الرواية، على الرغم من استمرار بيع نسخ منها في أوروبا. عدلت راند على الرواية لتصبح مسرحية، ولكن إنتاج برودواي لها فشل وتوقفت المسرحية عن العرض في غضون أقل من أسبوع. بعد نجاح رواياتها اللاحقة، تمكنت راند من إصدار نسخة معدلة في عام 1959 والتي باعت منذ ذلك الحين أكثر من ثلاثة ملايين نسخة.
بدأت راند روايتها الكبرى التالية، «المنبع»، في ديسمبر 1935، ولكنها أخذت استراحة من كتابتها في عام 1937 لكتابة روايتها القصيرة «النشيد». تقدم رواية النشيد رؤية لعالم مستقبلي ديستوبي حيث انتصرت الجماعية الشمولية الاستبدادية إلى حد التوقف عن استخدام كلمة «أنا» واستبدالها بـ«نحن». نُشرت الرواية في إنجلترا في عام 1938، ولكن راند لم تتمكن من العثور على ناشر أمريكي في ذلك الوقت. على غرار رواية «نحن الأحياء»، سمح لها نجاحها لاحقًا بنشر نسخة معدلة في عام 1946، والتي باعت أكثر من 3.5 مليون نسخة.

### روايةالمنبعوالنشاط السياسي
خلال أربعينيات القرن العشرين، نشطت راند سياسيًا. تطوعت وزوجها بدوام كامل في حملة الرئيس الجمهوري وينديل ويلكي في عام 1940. أتاح هذا العمل لها التواصل مع غيرها من المفكرين المتعاطفين مع الرأسمالية الحرة. أصبحت صديقة للصحفي هنري هازليت، الذي عرفها على اقتصادي المدرسة النمساوية لودفيغ فون ميزيس. على الرغم من الاختلافات الفلسفية معهما، أيدت راند بقوة كتابات كلا الرجلين طوال مسيرتها، وعبّرا عن إعجابهما بها. أشار ميزيس مرة إلى أنها «أشجع رجل في أمريكا»، وهذا الثناء أسعدها جدًا لأنه قال «رجل» بدلَا من «امرأة». أصبحت راند صديقة للكاتبة الليبرالية إيزابيل باترسون، وتناقشت معها حول تاريخ وسياسة أمريكا خلال لقائاتهما الليلية المتعددة، وقدمت راند أفكارًا لباترسون حول كتابها الوحيد غير الروائي «إله الآلة».
حققت راند أول نجاح كبير لها في مجال الكاتبة في عام 1943 مع روايتها التي حملت عنوان «المنبع»، وهي رواية تتحدث عن مهندس معماري شاب متشدد يُدعى هوارد روارك ونضاله ضد ما وصفته راند بـ «الثانويين» -أولئك الذين يحاولون العيش عبر الآخرين، ويفضلون الآخرين على أنفسهم. رفضت 12 دار نشر أن تنشر الرواية قبل أن تقبلها شركة بوب- ميريل بإصرار من المحرر أرشيبالد أوجدين الذي هدد بالاستقالة إذا لم تُنشَر. أثناء كتابتها للرواية، كان على راند أن تتناول الأمفيتامين لعلاج الإرهاق والتعب. ساعدتها هذه العقاقير على العمل لساعات طويلة لتلبية الموعد النهائي لتسليم الرواية، لكن بعد ذلك شعرت بالإرهاق الشديد وأمرها طبيبها بالراحة لمدة أسبوعين. قد يكون استخدامها للدواء لمدة نحو ثلاثة عقود ساهم في تقلب المزاج والانفعالات التي وصفها بها بعض معاونيها فيما بعد.
حققت راند الشهرة والاستقرار المالي بسبب نجاح رواية المنبع. في عام 1943، باعت حقوق الفيلم لشركة وارنر بروز. عادت إلى هوليوود لكتابة السيناريو. استأجرها المنتج هال واليس بعد ذلك لتعمل كاتبة سيناريو ومنقحة نصوص. خلال عملها معه قدمت سيناريوهات أفلام مثل لوف ليترز (رسائل حب) ويو كيم الونغ (أتيت). أتاح عقدها مع واليس وقتًا لمشاريع أخرى، بما في ذلك معالجة غير مكتملة لكتابها غير الروائي عن فلسفتها تحت عنوان «الأساس الأخلاقي للفردية».
أثناء العمل في هوليوود، انخرطت راند في حركة تحالف السينما ضد الإشتراكية للحفاظ على الأمثال الأمريكية وكتبت مقالات نيابة عن الجماعة. انضمت كذلك إلى الجمعية الأمريكية للكتّاب المناهضين للإشتراكية. في عام 1947، خلال فترة المكارثية، شهدت راند أمام لجنة مناهضة للنشاط غير الأمريكي في مجلس النواب الأمريكي أن فيلم سونغ أوف راشا (أغنية روسيا) الصادر عام 1944 أساء تمثيل الظروف في الاتحاد السوفيتي، وصور الحياة هناك بشكل أفضل وأسعد مما هي عليه فعليًا. أرادت أن تنتقد فيلم عام 1946 الشهير ذا بيست ييرز أوف أور لايفز (أفضل سنوات حياتنا) لأنها اعتبرته عرضًا سلبيًا لعالم الأعمال ولكنه لم يُسمح لها بذلك. عندما سُئِلت بعد الجلسات عن رأيها في فعالية التحقيقات، وصفت راند العملية بأنها «بلا جدوى».
بعد تأجيلات عديدة، صدر الفيلم المُقتبس عن رواية المنبع في عام 1949. على الرغم من أنه استخدم سيناريو راند مع تعديلات بسيطة، لم تُعجَب بالفيلم من البداية حتى النهاية واشتكت من تحريره والأداء وعناصر أخرى.

### روايةحينما هز أطلس كتفيهوالحركة الموضوعية
بعد نشر رواية المنبع، تلقت راند العديد من الرسائل من القراء، تأثر بعضهم بالكتاب تأثرًا عميقًا. في عام 1951، انتقلت راند من لوس أنجلوس إلى نيويورك حيث جمعت مجموعة من هؤلاء المعجبين بما في ذلك رئيس مجلس الاحتياطي الفدرالي المستقبلي آلان غرينسبان، وطالب علم نفس شاب اسمه ناثان بلومنتال (الذي أصبح لاحقًا ناثانيال براندن) وزوجته باربارا، وقريب باربارا ليونارد بيكوف. في البداية، كانت المجموعة تجتمع على نحو غير رسمي بصفتهم أصدقاء يلتقون براند في شقتها في عطلات نهاية الأسبوع لمناقشة الفلسفة. فيما بعد، بدأت راند بالسماح لهم بقراءة مسودات الرواية الجديدة التي كانت تؤلفها بعنوان «حينما هز أطلس كتفيه». في عام 1954، تحولت علاقتها القريبة مع ناثانيال براندن إلى علاقة عاطفية، بمعرفة أزواجهم.
نُشرت رواية «حينما هز أطلس كتفيه» في عام 1957 وتُعتبر عمل راند الرئيسي. وصفت موضوع الرواية بأنه «دور العقل في وجود الإنسان، وكنتيجة طبيعية لذلك، عرض لفلسفة أخلاقية جديدة: أخلاقية الاهتمام الذاتي الرشيد». تروج الرواية لأسس فلسفة راند المعروفة بالموضوعية وتعبّر عن مفهومها للإنجاز البشري. تدور القصة حول الولايات المتحدة في مجتمع مستقبلي ديستوبي، حيث يستجيب أكثر الصناعيين والعلماء والفنانين إبداعًا لحكومة دولة الرعاية الاجتماعية بالانسحاب والانتقال إلى وادٍ مخفي حيث يشرعون في بناء اقتصاد حر مستقل. يصف البطل الرئيسي في الرواية وزعيم الاضراب، جون غالت، ذلك بأنه «توقف المحرك العالمي» من خلال سحب عقول الأفراد الذين يساهمون كثيرًا في ثروة الأمة وإنجازاتها. تحتوي الرواية على عرض لفلسفة الموضوعية من خلال خطاب طويل يلقيه غالت.
على الرغم من العديد من التقييمات السلبية، أصبحت «حينما هز أطلس كتفيه» رواية دولية بيع منها نسخ كثيرة، ولكن رد فعل النقاد تجاه الرواية أثار تشاؤم راند. كانت «حينما هز أطلس كتفيه» آخر أعمالها الروائية المكتملة، ما أدى إلى نهاية مسيرتها في الكتابة وبداية دورها فيلسوفة شهيرة.
في عام 1958، أسس ناثانيال براندن محاضرات ناثانيال براندن، والتي أُدرجت في وقت لاحق باسم معهد ناثانيال براندن لتعزيز فلسفة راند من خلال محاضرات عامة. أسس هو وراند نشرة الموضوعية (جرى تغيير اسمها لاحقًا إلى اسم الموضوعيون) في عام 1962 لنشر مقالات حول أفكارها. لم تكن راند معجبة بالعديد من طلاب المعهد وفرضت عليهم معايير صارمة، وكانت تتفاعل ببرودة أو غضب مع أولئك الذين اختلفوا معها أحيانًا. وصف بعض النقاد، بما في ذلك بعض طلاب المعهد السابقين ومنهم ناثانيال براندن، ثقافة المعهد بأنها تمييز فكري وإجلال مفرط لراند. وصف بعضهم المعهد أو حركة الموضوعية بأنها طائفة أو ديانة. عبرت راند عن آرائها في مجموعة واسعة من المواضيع، بدءًا من الأدب والموسيقى وصولًا إلى الجنسانية وشعر الوجه. حاول بعض أتباعها تقليدها أو ما تفضله، مرتدين ملابس تشبه شخصيات رواياتها وشراء أثاث مثل أثاث منزلها. اعتقد بعض طلاب المعهد السابقين أن مدى هذه السلوكيات كان مبالغًا فيه وتفاقمت المشكلة بين أقرب أتباع راند في نيويورك. 

### أعوامها الأخيرة
خلال فترة الستينيات من القرن العشرين وسبعينياته، اضطلعت راند بتطوير فلسفتها الموضوعية وتعزيزها من خلال أعمالها غير الروائية ومن خلال إلقاء محاضرات للطلاب في الكليات والجامعات. بدأت بإلقاء محاضرات سنوية في منتدى فورد هول، حيث كانت تجيب على أسئلة الجمهور. خلال هذه المحاضرات، غالبَا ما اتخذت مواقف مثيرة للجدل في قضايا السياسة والاجتماع في تلك الفترة. من هذه المواقف: دعم حقوق الإجهاض، ومعارضة حرب فيتنام والاستجلاب العسكري (لكنها انتقدت العديد من مناقضي الاستجلاب بوصفهم «أشخاصًا فاشلين»)، وأيدت إسرائيل في حرب أكتوبر عام 1973 ضد تحالف من الدول العربية ووصفتهم بأنهم «رجال متحضرون يقاتلون وحوشًا»، وزعمت أن المستوطنين الأوروبيين كان لديهم الحق في غزو الأراضي المأهولة بالهنود الأمريكيين والاستيلاء عليها، ووصفت الشذوذ الجنسي بأنه «غير أخلاقي» و«مقيت» على الرغم من دعمها إلغاء جميع القوانين المتعلقة به. دعمت عدة مرشحين جمهوريين لمنصب رئيس الولايات المتحدة، بدءًا من باري غولدواتر في عام 1964.
في عام 1964، ارتبط ناثانيال براندن بعلاقة عاطفية مع الممثلة الشابة باتريشيا سكوت، التي تزوجها لاحقًا. أبقى ناثانيال وباربارا براندن العلاقة مخفية عن راند. عندما علمت بها في عام 1968، وعلى رغم انتهاء علاقتها العاطفية مع براندن بالفعل، إلا أنها أنهت راند علاقتها مع براندن وزوجته، وأُغلق المعهد النهضوي. نشرت مقالة في نشرة الموضوعيون تندد فيها بناثانيال براندن بسبب النزاهة والسلوك «غير العقلاني في حياته الخاصة». في السنوات التالية، انفصلت راند وعدد من أقرب معاونيها عن بعضهما.
خضعت راند لعملية جراحية لعلاج سرطان الرئة في عام 1974 بعد عقود من التدخين الكثيف. في عام 1976، اعتزلت كتابة نشرتها، وبعد معارضتها الأولية، سمحت لعامل ضمان اجتماعي يعمل لدى محاميها بتسجيلها في الضمان الاجتماعي والرعاية الصحية. خلال أواخر سبعينيات القرن العشرين، انحصرت أنشطتها داخل حركة الموضوعية، ولا سيما بعد وفاة زوجها في 9 نوفمبر 1979. كانت أحد مشاريعها الأخيرة عمل تلفزيوني غير مكتمل لرواية «حينما هز أطلس كتفيه».
في 6 مارس 1982، توفيت راند بسبب فشل قلبي في منزلها في نيويورك. في جنازتها، تم وضع باقة زهور بارتفاع 6 أقدام على شكل علامة الدولار بالقرب من نعشها. في وصيتها، عينت راند ليونارد بيكوف وريثًا لها. 

## النهج الأدبي والتأثيرات وردود الفعل
وصفت راند نهجها في الأدب بأنه «واقعي رومنسي». أرادت أن تقدم عبر رواياتها العالم «كما يمكن أن يكون وينبغي أن يكون»، بدلَا من كما هو في الواقع. دفعها هذا النهج إلى خلق مواقف وشخصيات مهندمة في رواياتها. تتميز رواياتها عادة بأنها تحتوي على بطل يكون من الأفراد البارزين بينما تصور الأبطال الفرديين بأنهم ذوو صحة جيدة وجذابون. أيد خصومها المثل الجماعية. غالبًا ما تصف راند هؤلاء الخصوم بأنهم غير جذابين، ويمتلك بعضهم أسماء تشير إلى سمات سلبية، مثل ويسلي موتش في رواية «حينما هز أطلس كتفيه».
رأت راند الحبكة (القصة) عنصرًا حاسمًا في الأدب، وغالبًا ما تتميز رواياتها بما وصفته المؤلفة آن هيلر بأنها «حبكة محكمة ومُعقدة وسريعة الوتيرة». العلاقات الرومنسية الثلاثية هي عنصر شائع في روايات راند؛ حيث عادة ما تكون الشخصية الأنثوية الرئيسية في معظم رواياتها ومسرحياتها مرتبطة عاطفيًا برجلين على الأقل.

### التأثيرات
في المدرسة، قرأت راند أعمال فيودور دوستويفسكي وفيكتور هوجو وإدمون روستان وفريدريش شيلر، والذين أصبحوا من مؤلفي أعمالها المفضلة. اعتبرتهم من «أفضل الكتّاب» الرومنسيين بسبب تركيزهم على المواضيع الأخلاقية ومهارتهم في بناء الحبكة. كان لهوغو تأثير مهم على كتابتها، لا سيما من ناحية نهجها في الحبكة. في مقدمة كتابها باللغة الإنجليزية لروايته «ثلاثة وتسعون»، وصفت راند هوغو بأنه «أعظم كاتب في الأدب العالمي».
على الرغم من أن راند لم تكن معجبة بمعظم الأدب الروسي، يظهر تصويرها لأبطالها تأثير المؤلفين الرومنسيين الروس والكتاب الروس في القرن التاسع عشر، ويظهر ذلك جليًا في رواية «ماذا ينبغي أن يفعل؟» لنيكولاي تشيرنيشيفسكي. تأثرت تجربة راند بالثورة الروسية وروسيا الشيوعية المبكرة في تصوير خصومها. بالإضافة إلى رواية «نحن الأحياء»، التي تدور أحداثها في روسيا، يمكن رؤية هذا التأثير في أفكار وخطاب إيلسوورث توهي في «المنبع»، وفي تدمير الاقتصاد في «حينما هز أطلس كتفيه».
يشبه أسلوب الوصف لدى راند أسلوبها في وقت مبكر من حياتها عندما كانت تكتب سيناريوهات ونصوصًا للأفلام. غالبًا ما تحتوي رواياتها على وصف سردي يشبه سيناريوهات الأفلام الهوليوودية الأولى. وغالبًا ما تتبع تقليديات التحرير السينمائي المشتركة، مثل وجود وصف موسع على شكل إطار عام للمشهد يتبعه تفاصيل قريبة، ويأخذ وصفها لشخصيات النساء في الروايات غالبًا منظورًا من «نظرة الذكور».